# Tarab Abdul Hadi
Tarab Abdul Hadi, född 1910, död 1976, var en palestinsk feminist.
Hon var medgrundare till Palestinas första kvinnoförening Palestine Arab Women's Congress (PAWC) 1929. Hon kampanjade för att få palestinska kvinnor att ta av sig slöjan. 